# Cardiophorus acutipennis
Cardiophorus acutipennis là một loài bọ cánh cứng trong họ Elateridae. Loài này được Leseigneur miêu tả khoa học năm 1958.